# کریگ ریچارد نلسون
کریگ ریچارد نلسون (انگلیسی: Craig Richard Nelson؛ زادهٔ ۱۷ سپتامبر ۱۹۴۷) یک هنرپیشه اهل ایالات متحده آمریکا است. وی از سال ۱۹۷۳ میلادی تاکنون مشغول فعالیت بوده‌است.

## گزیده فیلمشناسی
از فیلم‌ها یا برنامه‌های تلویزیونی که وی در آن نقش داشته‌است می‌توان به آثار زیر اشاره کرد.
- سه زن (۱۹۷۷)
- یک عروسی (۱۹۷۸)
- کوئینتت (۱۹۷۹)
- بادیگارد من (۱۹۸۰)
- عزیزم، بچه‌ها را کوچک کردم (۱۹۸۹)
- پیشتازان فضا: نسل بعدی (۱۹۹۰)